# Marquess of Ailsa

Wappen des Marquess of Ailsa

Marquess of Ailsa, of the Isle of Ailsa in the County of Ayr, ist ein erblicher britischer Adelstitel in der Peerage of the United Kingdom.
Der Marquess of Ailsa ist erblicher Clan Chief des Clan Kennedy.
Familiensitze der Marquesses waren Cassillis House und Culzean Castle in South Ayrshire.

## Verleihung und nachgeordnete Titel
Der Titel wurde am 10. September 1831 für Archibald Kennedy, 12. Earl of Cassilis geschaffen. Ihm war bereits am 12. November 1806 der Titel Baron Ailsa, of Ailsa in the County of Ayr, in der Peerage of the United Kingdom verliehen worden. Zudem hatte er bereits 1794 von seinem Vater folgende Titel geerbt, die seinen Vorfahren verliehen worden waren:
- 12. Earl of Cassilis (Peerage of Scotland, 24. Oktober 1509);
- 14. Lord Kennedy (Peerage of Scotland, um 1457);
- 7. Baronet, of Culzean in the County of Ayr, (Baronetage of Nova Scotia, 8. Dezember 1682).

## Liste der Lords Kennedy, Earls of Cassilis und Marquesses of Ailsa

### Lords Kennedy (1457)
- Gilbert Kennedy, 1. Lord Kennedy (um 1406–um 1480)
- John Kennedy, 2. Lord Kennedy († 1508)
- David Kennedy, 3. Lord Kennedy († 1513) (1509 zum Earl of Cassilis erhoben)

### Earls of Cassilis (1509)
- David Kennedy, 1. Earl of Cassilis († 1513)
- Gilbert Kennedy, 2. Earl of Cassilis († 1527)
- Gilbert Kennedy, 3. Earl of Cassilis (1515–1558)
- Gilbert Kennedy, 4. Earl of Cassilis (um 1541–1576)
- John Kennedy, 5. Earl of Cassilis (um 1573–1615)
- John Kennedy, 6. Earl of Cassilis († 1668)
- John Kennedy, 7. Earl of Cassilis († 1701)
- John Kennedy, 8. Earl of Cassilis (1700–1759)
- Thomas Kennedy, 9. Earl of Cassilis († 1775), (erbte bereits 1744 den Titel 4. Baronet, of Culzean)
- David Kennedy, 10. Earl of Cassilis († 1792)
- Archibald Kennedy, 11. Earl of Cassilis († 1794)
- Archibald Kennedy, 12. Earl of Cassilis (1770–1846) (1831 zum Marquess of Ailsa erhoben)

### Marquesses of Ailsa (1831)
- Archibald Kennedy, 1. Marquess of Ailsa (1770–1846)
- Archibald Kennedy, 2. Marquess of Ailsa (1816–1870)
- Archibald Kennedy, 3. Marquess of Ailsa (1847–1938)
- Archibald Kennedy, 4. Marquess of Ailsa (1872–1943)
- Charles Kennedy, 5. Marquess of Ailsa (1875–1956)
- Angus Kennedy, 6. Marquess of Ailsa (1882–1957)
- Archibald Kennedy, 7. Marquess of Ailsa (1925–1994)
- Archibald Kennedy, 8. Marquess of Ailsa (1956–2015)
- David Kennedy, 9. Marquess of Ailsa (* 1958)

Titelerbe (Heir apparent) ist der Sohn des aktuellen Titelinhabers, Archibald Kennedy, Earl of Cassilis (* 1995).